# Mesoleius parvus
Mesoleius parvus là một loài tò vò trong họ Ichneumonidae.